# Naim Krieziu
Naim Krieziu (Gjakova, 1º gennaio 1918 – Roma, 20 marzo 2010) è stato un calciatore e allenatore di calcio albanese, di ruolo ala destra.

## Caratteristiche tecniche
Ala destra scattante, veloce e potente, correva i cento metri in undici secondi netti. Dotato di un forte tiro, era bravo a giocare con entrambi i piedi, aveva una discreta propensione per il gol ed era abile anche negli assist. Per via delle sue doti tecniche e della sua velocità, era soprannominato "freccia di Tirana".

## Carriera

### Giocatore
Di etnia albanese, nacque nel Kosovo, allora parte del Regno di Serbia. Ben presto si rifugiò a Tirana, dove c'era un suo fratello ufficiale e proseguì gli studi; intanto cominciò a giocare a calcio.
Giunse in Italia nel 1939 dopo l'occupazione italiana dell'Albania, evento che aveva aperto agli sportivi albanesi l'accesso alle federazioni del CONI, per iscriversi all'ISEF insieme a un altro giocatore, Riza Lushta, avendo l'intenzione di diventare professore di educazione fisica.
Segnalato a Vincenzo Biancone da un funzionario italiano in Albania, nel marzo del 1940 fece un provino al Campo Testaccio e venne tesserato dalla AS Roma. A ventun anni si ritrovò a giocare in Serie A con la Roma, dove, in coppia d'attacco con Amedeo Amadei, vinse lo scudetto nella stagione 1941-1942, segnò un gol al derby e una tripletta contro il Napoli. Dai partenopei venne acquistato nel 1947 per 18 milioni di lire; in seguito disputò un campionato in quarta serie (l'attuale Serie D) per poi ritirarsi nel 1953.

### Allenatore
Tentò anche la carriera di allenatore: nel 1963 sostituì per una sola partita il tecnico della Roma Alfredo Foni, dimessosi. In seguito fece l'osservatore per i capitolini ed ebbe il merito di scoprire Giuseppe Giannini. Fu poi gestore di una tintoria. Guadagnò inoltre una Coppa Ottorino Barassi e una Coppa Italia Dilettanti con l'Almas Roma.

### Morte
È morto all'età di 92 anni il 20 marzo 2010 a Roma, ultima città in cui era vissuto.

## Palmarès

### Giocatore

#### Competizioni nazionali
- Campionato italiano: 1

Roma: 1941-1942
- Campionato italiano di Serie B: 1

Napoli: 1949-1950

### Allenatore

#### Competizioni nazionali
- Coppa Italia Dilettanti: 1

ALMAS: 1968-1969

#### Competizioni regionali
- Prima Categoria: 1

ALMAS: 1960-1961